# 城端線
城端線（日语：／ Jōhana sen */?）是一條連結日本富山縣高岡市的高岡站至同縣南礪市的城端站，屬於西日本旅客鐵道（JR西日本）的鐵路線（地方交通線）。

## 概要
源於1897年開通的中越鐵道，最初服務範圍為黑田臨時停車場（即現時新高岡站附近）至福野站，隨後南北伸延至高岡站及城端站，1920年中越鐵道被鐵道省收購，成為日本國鐵的一部份，一直至今。路線貫穿縣內的礪波平原，沿途主要以散落的民居及小型城鄉為主，終點站城端站則作為通往世界文化遺產的白川鄉與五箇山的合掌構造村落的玄關，提供巴士接駁服務。另外，線道內設有多間高中，因此有不少通學乘客使用。現時全線都由金澤支社北陸廣域鐵道部管轄。
1980年，基於沿線擁有不少種埴鬱金香的農田、以及城端町推廣「常花」運動（即以各式花卉佈置美化街道、車站、周邊設施等等），因而亦有「常花線」或「Flower Line 常花線」的暱稱。
2010年，時任JR西日本社長的佐佐木隆之曾經表示當北陸新幹線開業後，持續出現赤字的城端線或會廢止並改以巴士代替，或需要減班，希望沿線的自治團體加以考慮，最終，於2012年1月28日發表有關北陸新幹線具體通車及北陸本線轉交日本第三部門鐵道事宜時，宣佈了將會繼續營運本線及冰見線，亦沒有再發表有關兩線需要大幅改變班次的言論。
一直以來，由中越鐵道引伸出來的城端線和冰見線，兩線雖然有着共同的終點站（高岡站），但由於線道上的設計限制，向來兩線間都不會互通，而這兩線的沿線自治體（高岡市、冰見市、礪波市及南礪市）一直都有聲音要求把兩線一體化，甚至是借萬葉線的引入而探討城端線電化的可行性。兩線直通的構想，隨2015年10月10日起開設的假日觀光列車「瑰麗山海號」開通而初步成事，但一般列車則暫時仍未能實現。
2017年4月15日起，高岡站～新高岡站間可以使用IC卡「ICOCA」。
2020年1月29日，JR西日本聯同本線及冰見線所途經的四個市政府，和富山縣政府共同發表了「城端線、冰見線未來發展檢討」（城端線・氷見線の未来に向けた検討着手について）宣言，提出2022年城端線與冰見線改以輕軌運輸系統（LRT）或路面電車行駛，另外，城端、冰見兩線到時能否互通亦是這個宣言其中一個值得關注的焦點；另一方面，四市市長同日亦向富山縣知事石井隆一陳呈及遞交建議書，他們對兩線LRT化是抱支持的態度，但卻對LRT化後各市需要分擔的資金則表示關注，尤其是礪波市長及南礪市長提出了在兩市人口老化和持續減少下，兩市的財政能力能否應付改建LRT的成本，此外，他們亦要求當兩線LRT化後，必須同時令所有車站都實現無障礙化，以及增加班次及運載能力的問題，並提供有助促進沿線人流及旅遊的具體方法。
2023年7月，富山縣、沿線的自治體、JR西日本及愛之風富山鐵道等召開了「城端線・冰見線重組計劃」會議，經過五輪會議後，最終達成了共識，日後將會連同冰見線一併交由愛之風富山鐵道營運。12月28日，有關共識送呈至國土交通省，並於2024年2月8日獲國土交通省認定，預計2029年度執行。至於城端、冰見兩線直通運轉化，則有望於2034年度前落實。
2025年5月16日，在新一期「城端線與冰見線重組座談會」中，公布了當轉換經營權後，將會更換現有列車，轉為採用混合動力車輛行駛。列車由曾為相模鐵道12000系、20000系及21000系列車設計內裝的設計師鈴木啟太負責。另外，也將轉換經營權時間提早一年，即2028年度末時實行。

## 路線資料
- 管轄（事業類別）：西日本旅客鐵道（第一種鐵道事業者）
- 路線距離（營業距離）：29.9公里
- 軌距：1067毫米
- 站數：14個（包括起終點站）
- 複線路段：沒有（全線單線）
- 電氣化路段：沒有（全線非電氣化（日语：非電化））
- 閉塞方式：特殊自動閉塞式（軌道回路檢知式）
- 運轉指令所（日语：運転指令所）：金澤綜合指令所（北陸廣域鐵道部高岡CTC）
- 最高速度：85公里/小時
- 平均通過人員（平成27年度）：2,787人/日[13]

## 車站列表
- 旅客列車全部都是普通列車（停靠所有車站）
- 軌道（全線單線） … ◇、∨、∧：可列車交會，｜：不可列車交會
- 所有車站都位於富山縣內

| 中文站名 | 日文站名 | 英文站名 | 站間營業距離 | 累計營業距離 | 接續路線、備註                                                                             | 軌道 | 所在地 |
| -------- | -------- | -------- | ------------ | ------------ | ------------------------------------------------------------------------------------------ | ---- | ------ |
| 高岡     |          |          | -            | 0.0          | 西日本旅客鐵道：冰見線 愛之風富山鐵道：愛之風富山鐵道線 萬葉線：高岡軌道線（高岡站停留場） | ∨    | 高岡市 |
| 新高岡   |          |          | 1.8          | 1.8          | 西日本旅客鐵道：北陸新幹線                                                                 | ｜   | 高岡市 |
| 二塚     |          |          | 1.5          | 3.3          |                                                                                            | ◇    | 高岡市 |
| 林       |          |          | 1.3          | 4.6          |                                                                                            | ｜   | 高岡市 |
| 戶出     |          |          | 2.7          | 7.3          |                                                                                            | ◇    | 高岡市 |
| 油田     |          |          | 3.4          | 10.7         |                                                                                            | ｜   | 礪波市 |
| 礪波     |          |          | 2.6          | 13.3         |                                                                                            | ◇    | 礪波市 |
| 東野尻   |          |          | 2.2          | 15.5         |                                                                                            | ｜   | 礪波市 |
| 高儀     |          |          | 1.5          | 17.0         |                                                                                            | ｜   | 南礪市 |
| 福野     |          |          | 2.4          | 19.4         |                                                                                            | ◇    | 南礪市 |
| 東石黑   |          |          | 2.6          | 22.0         |                                                                                            | ｜   | 南礪市 |
| 福光     |          |          | 2.7          | 24.7         |                                                                                            | ◇    | 南礪市 |
| 越中山田 |          |          | 2.8          | 27.5         |                                                                                            | ｜   | 南礪市 |
| 城端     |          |          | 2.4          | 29.9         |                                                                                            | ∧    | 南礪市 |

### 廢站
- 黑田臨時停車場：1898年廢除，高岡站－二塚站間（高岡起計約2.2公里）
- 二塚站（初代）：1902年廢除，現、二塚站－林站間（高岡起計約3.8公里）

### 過去的接續路線
- 福野站：加越能鐵道加越線 - 1972年廢除

## 外部連結
- YouTube上的富山電視台有關風之風富山鐵道接手城端、冰見兩線的預計安排（2024年8月15日播放），始於9分25秒（日語）